# Шанс китайця (фільм)
Шанс китайця (англ. Chinaman's Chance) — американський вестерн 2008 року.

## Сюжет
Америка 1870-х років. Китайський іммігрант помилково звинувачений у вбивстві білої жінки. Йому доведеться доводити свою невинність у той час, коли люди його кольору не мають законних прав і можуть бути куплені і продані для отримання прибутку.

## У ролях
| Актор                 | Роль              |
| --------------------- | ----------------- |
| Реггі Лі              | Сінг              |
| Тімоті Боттомс        | Томас             |
| Джейсон Коннері       | Сем               |
| Куліо                 | Роджер            |
| Денні Трехо           | Маноло            |
| Міріам Варданян       | Марія             |
| Ернест Боргнайн       | суддя Холлідей    |
| Олівія Гасі           | місіс Дункан      |
| Лоренцо Ламас         | Отець Сміт        |
| Крістофер Аткінс      | Джейкоб           |
| Джефрі Льюїс          | Льюїс             |
| Мартін Коув           | шериф Джонс       |
| Едвард Альберт        | Чарльз            |
| Акі Алеонг            | Леонгсінг / Аконг |
| Бо Свенсон            | Форман Бо         |
| Тереза Расселл        | місіс Вільямс     |
| Джон Філліп Ло        | Ден Форман        |
| Чарльз Діркоп         | доктор Савйер     |
| Томмі Чонг            | заступник Том     |
| Джоенн Барон          | Елізабет          |
| Дебора Претт          | Рейчел            |
| Маріана Очоа          | Джульєтта         |
| Домінік Гарсіа-Лорідо | Марія             |
| Маттіас Г'юз          | Карл              |